# Африкански лозови змии
Африканските лозови змии (Thelotornis) са род влечуги от семейство Смокообразни (Colubridae).
Таксонът е описан за пръв път от Йозеф Николай Лауренти през 1768 година.

## Видове
- Thelotornis capensis – Капска лозова змия
- Thelotornis kirtlandii – Лозова змия
- Thelotornis mossambicanus
- Thelotornis usambaricus